# Modřovice
Modřovice település Csehországban, a Příbrami járásban. Modřovice Chrást, Rožmitál pod Třemšínem, Vysoká u Příbramě, Tochovice és Třebsko településekkel határos. Lakosainak száma 103 fő (2024. január 1.).

## Népesség
A település lakosságának változását az alábbi diagram mutatja:
| Lakosok száma | 203  | 241  | 196  | 107  | 82   | 58   | 83   | 85   | 99   | 103  |
|               | 1869 | 1890 | 1921 | 1950 | 1980 | 2001 | 2017 | 2019 | 2022 | 2024 |